# Gobie à œil rouge
Bryaninops natans
Espèce
Le gobie à œil rouge (Bryaninops natans)  est une espèce de poissons marins de la famille des Gobiidae.
Le Gobie à œil rouge  est présent dans les eaux tropicales de l'Indo-pacifique, Mer Rouge incluse. 
Sa taille maximale est de 2,5 cm.